# 線性剪接
線性剪接（英語：Linear Editing），是在影像中進行最後階段後期製作的編輯過程，是指利用錄影帶按時序進行順時剪接。
在線性剪輯中必須有兩、三部放影機（內含TBC）、一部錄放影機、影像特效機、混音器、控制盤、信號產生器及示波器等設備，由於花費昂貴，故一般只會由電視台使用。
線性剪接需利用錄影帶進行，會先使用母帶（Master）錄製另一部錄影機的畫面，然後根據母帶時間，順次序將片段放入。

## 歷史

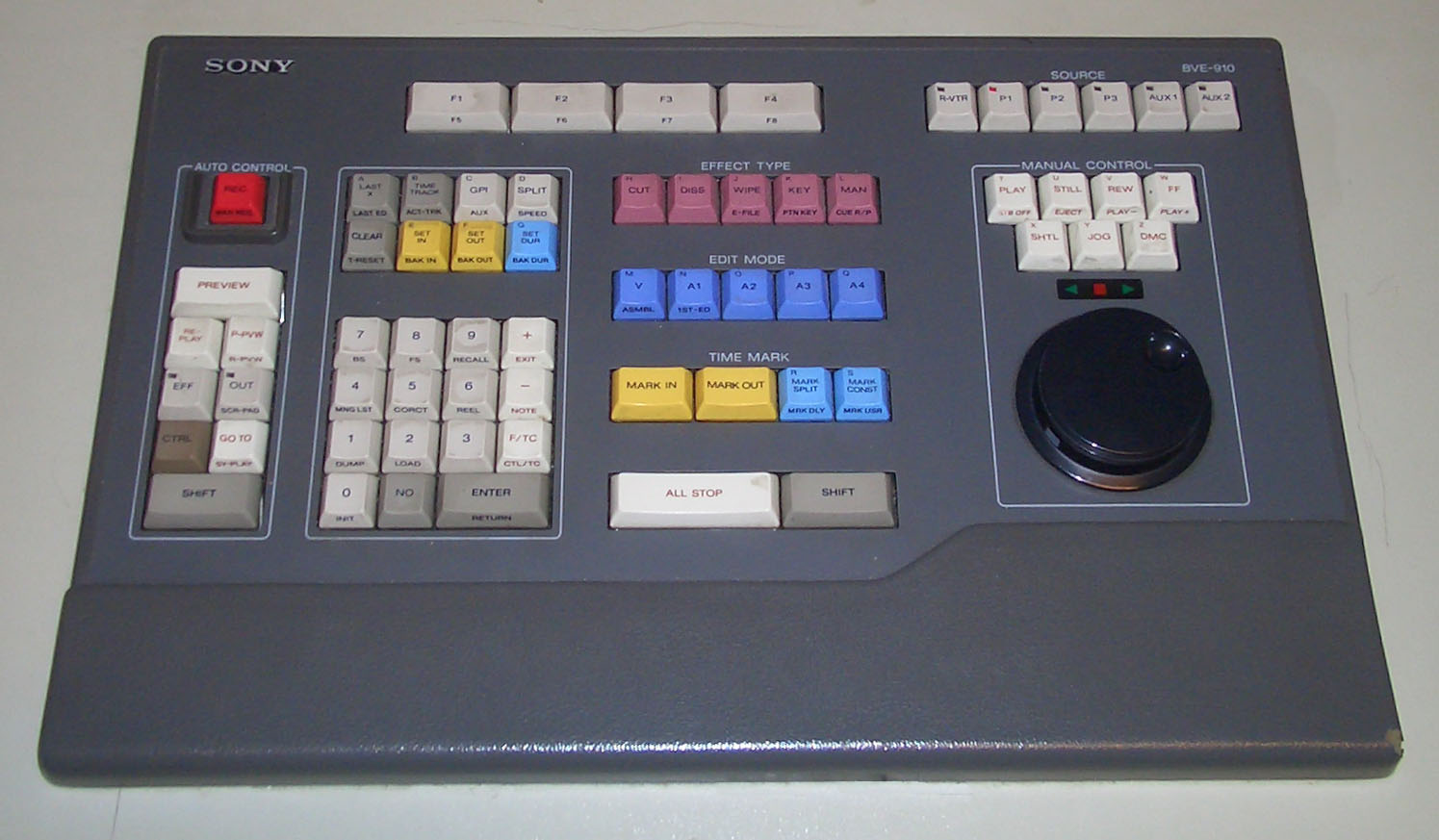
Sony線性剪接機BVE-910的鍵盤

影音尚未數碼化的時代，影片剪輯採用線性剪接方式，也就是拍攝的母帶和成品帶必須同步邊放邊錄。而過去的影帶上通常會有三個主要軌道：影像軌（Video Track）、音軌（Sound Track）和控制軌（Control Track）。其中控制軌是用來紀錄TimeCode和影音同步的軌道。由於控制軌的存在，就產生了Assemble和Insert兩種剪輯方式。